# Dicentrarchus
Genre
Dicentrarchus est un genre de poissons de la famille des Moronidae communément appelés bar ou loup.
Ils ont un corps fusiforme, avec des nageoires dorsales et des opercules protégeant les branchies. Ils sont de couleur argentée (bar commun) ou tachetés (bar tacheté). Adultes, leur taille habituelle est de 40 à 70 cm de long, pouvant atteindre jusqu'à 1 m pour un poids de 15 kg. 
Ces poissons de littoral aiment particulièrement les rochers, mais on les trouve aussi dans les estuaires et les étangs saumâtres. Les bars vivent en bancs, les jeunes plutôt en surface et les adultes en profondeur. On les trouve le long des côtes atlantiques, de la Norvège au Maroc, mais aussi en Méditerranée et dans la mer Noire. 
Ce sont des poissons très résistants, capables de supporter des variations de salinité et des températures très élevées. Le loup est constamment aux aguets, et attend le passage d'un banc de poissons, sur lequel il bondit dès qu'il l'aperçoit. Il affectionne particulièrement les zones de forts courants dans lesquels il chasse ses proies (comme le raz de Sein en France).
Ils commencent à être sujets d'aquaculture, avec expérimentation en France de systèmes à recyclage de l'eau, sur lagunage à haut rendement algal (LHR). 

## Liste des espèces
- Dicentrarchus labrax (Linnaeus, 1758) - Bar commun,
- Dicentrarchus punctatus (Bloch, 1792) - Bar moucheté, Bar tacheté

Dicentrarchus labrax présente deux populations, l'une atlantique, l'autre méditerranéenne qui se sont retrouvées séparées par le détroit de Gibraltar lors de la dernière glaciation. Aujourd'hui, ils ont une étroite zone de contact constituée par la mer d'Alboran. Ces deux sous-espèces sont génétiquement différenciées, mais peuvent engendrer des hybrides dans la zone de contact.